# Anssi Jaakkola
Anssi Valtteri Jaakkola (Kemi, 1987. március 13. –) finn válogatott labdarúgó, a Bristol Rovers játékosa.

## Pályafutása

### Klubcsapatokban
2007-ben a TP-47 csapatából igazolt az olasz Siena csapatához. 2009-ben rövid ideig a Colligiana csapatában szerepelt kölcsönbe, majd ingyen igazolt 2010 nyarán a cseh Slavia Prahához. 2011 januárjában a skót Kilmarnock szerződtette. 2013 nyarán lejárt a szerződése és augusztusban az Ajax Cape Town csapatába igazolt. 2016. július 11-én az angol Reading csapatába igazolt két évre. 2019 nyarán ingyen írt alá a Bristol Rovershez.

### A válogatottban
Részt vett a 2009-es U21-es labdarúgó-Európa-bajnokságon. 2011. június 7-én mutatkozott be a felnőtt válogatottban Svédország ellen. 2021. június 1-jén bekerült a 2020-as labdarúgó-Európa-bajnokságra utazó végleges keretbe.

## Statisztika

### A válogatottban
2021. június 21-i állapot szerint.
| 2011     | 1 | 0 |
| 2012     | 0 | 0 |
| 2013     | 0 | 0 |
| 2014     | 0 | 0 |
| 2015     | 0 | 0 |
| 2016     | 0 | 0 |
| 2017     | 1 | 0 |
| 2018     | 1 | 0 |
| 2019     | 0 | 0 |
| 2020     | 0 | 0 |
| 2021     | 0 | 0 |
| Összesen | 3 | 0 |

## Sikerei, díjai
- Kilmarnock
  - Skót ligakupa: 2011–12

- Ajax Cape Town
  - MTN 8: 2015